# 將軍裴占介
將軍裴占介（学名：Paijenborchella shiocumbatzui）为浪花介科裴占介屬下的一个种。